# Hottentotta rugiscutis
Espèce
Synonymes
- Buthus rugiscutis Pocock, 1897
- Buthus hendersoni Pocock, 1900
- Buthus rugiscutis nigritus Pocock, 1900

Hottentotta rugiscutis est une espèce de scorpions de la famille des Buthidae.

## Distribution
Cette espèce est endémique d'Inde. Elle se rencontre au Maharashtra, au Madhya Pradesh, au Jharkhand, au Bengale-Occidental, en Andhra Pradesh, au Tamil Nadu, au Puducherry, au Kerala, au Karnataka et à Goa.

## Description
Le mâle syntype mesure 44 mm et la femelle syntype 53 mm.
Hottentotta rugiscutis mesure de 30 à 60 mm.

## Systématique et taxinomie
Cette espèce a été décrite sous le protonyme Buthus rugiscutis par Pocock en 1897. Elle est placée dans le genre Buthotus par Vachon en 1949, dans le genre Mesobuthus par Tikader et Bastawade en 1983 puis dans le genre Hottentotta par Kovařík en 1998.

## Publication originale
- Pocock, 1897 : « Descriptions of some new species of scorpions from India. » Journal of the Bombay Natural History Society, vol. 11, p. 102–117 (texte intégral).